# دون ووكر (موسيقي)
دون ووكر (بالإنجليزية: Don Walker)‏ هو موسيقي وعازف بيانو وكاتب أغاني أسترالي، ولد في 29 نوفمبر 1951 في آير ‏ في أستراليا.

## وصلات خارجية
- الموقع الرسمي
- دون ووكر على موقع IMDb (الإنجليزية)
- دون ووكر على موقع ميوزك برينز (الإنجليزية)
- دون ووكر على موقع ديسكوغز (الإنجليزية)